# Port lotniczy Alghena
Port lotniczy Alghena (ICAO: HHAL) – port lotniczy położony w Alghena w Erytrei.